# 이완 맥그리거
이완 고든 맥그리거(영어: Ewan Gordon McGregor 유언 고든 맥그레거[*], 영어 발음: /ˌjuːən məˈɡrɛɡər/, 1971년 3월 31일~)는 스코틀랜드의 배우이다. 맥그리거는 1996년 영화 《트레인스포팅》의 마크 렌턴 역, 1999년부터 2005년에 걸쳐 공개된 세 편의 영화 《스타 워즈 프리퀄 삼부작》에서 오비완 케노비 역, 2001년 영화 《물랑 루즈》의 크리스티앙 역, 2003년 영화 《빅 피쉬》의 에드워드 블룸 역으로 잘 알려져 있다. 이 외에도 《엠마》(1996), 《이완 맥그리거의 인질》(1997), 《블랙 호크 다운》(2001), 《다운 위드 러브》(2003), 《영 아담》(2003), 《아일랜드》(2005), 《필립 모리스》(2009), 《유령 작가》(2010), 《퍼펙트 센스》(2011), 《새먼 피싱 인 더 예멘》(2012) 등의 영화에 출연했다. 연극 활동도 하고 있으며, 특히 《아가씨와 건달들》(2005년~2007년), 《오셀로》(2007년~2008년)와 같은 작품들에서 보여준 뛰어난 연기로 비평가들의 찬사를 받기도 했다.
맥그리거는 1997년 영국의 영화 잡지 《엠파이어》가 선정한 "사상 최고 100명의 영화 배우" 36위에 올랐다. 또한, 2013년 맥그리거는 대영 제국 훈장 4등급 (OBE)을 받았다.

## 성장 과정
맥그리거는 1971년 3월 31일 스코틀랜드 퍼스의 로열 인퍼머리에서 태어나, 퍼스 근교 마을인 크리프에서 자랐다. 어머니 캐럴 다이앤은 학교 교사이며, 아버지 제임스 찰스 스튜어트 "짐" 맥그리거는 체육 교사이다. 맥그리거의 형 콜린은 영국 공군 토네이도 GR4의 파일럿이였다. 또한, 배우 데니스 로슨과 실라 기시의 조카이다. 맥그리거는 네 살 무렵 교회 연극에서 다윗 왕의 역할을 맡아 연기를 하였다. 모리슨스 아카데미에 다니기 시작했을 때, 학교 연극에서 노팅엄의 보안관을 연기하였다. 학교 성적은 평균이었다. 학교에서는 연기보다 음악에 대해 더욱 더 열정적이었다. 수영, 수중 다이빙, 드럼 · 기타 · 호른 연주를 즐겼으며, 15살 때는 스칼릿 프라이드라고 불리는 학교 밴드에서 드럼 연주를 하였다. 배우가 되고 싶었던 것은 아홉 살 무렵이었다고 한다. 배우가 되고 싶었던 이유는 삼촌 데니스 로슨에게 영향을 받았다고 했으며, 또 연기를 할 때 무대의 여배우와 사랑에 빠지는 것을 상상했다고 한다. 그 후, 맥그리거는 학교 활동에 대해 흥미를 잃었고, 어머니는 맥그리거가 원한다면 학교를 떠나도 된다고 하였다고 한다. 결국 맥그리거는 학교를 떠났고, 퍼스 레퍼토리 극장에 들어가려고 했다. 극장에서는 엑스트라가 필요했기 때문에 결국 극장에 들어가게 되었다. 그 후, 맥그리거는 길드홀 음악 연극 학교에서 들어가 공부를 하게 되었다.

## 경력

### 영화 및 텔레비전

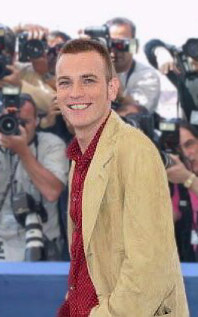
2001년 칸 영화제에서의 맥그리거

1993년, 맥그리거는 길드홀 학교를 졸업하기 6개월 전부터 채널 4의 텔레비전 시리즈 《립스틱 온 유어 칼라》에서 믹 호퍼 역으로 6개의 에피소드에 출연하였다. 같은 해에 BBC의 미니시리즈 《스칼릿 앤 블랙》에서 레이철 바이스와 함께 호흡을 맞췄으며, 빌 포사이스 감독 영화 《인생 이야기》에서 영화 데뷔를 하였다. 영화는 흥행에 실패하였으며, 부정적인 평을 받았다.
《스칼릿 앤 블랙》을 촬영하면서 맥그리거는 당시에 새내기 감독이었던 대니 보일을 만났고, 첫 영화에 참여할 기회를 얻었다. 1994년, 대니 보일이 감독한 스릴러 영화 《쉘로우 그레이브》에 출연하였다. 영화에서 보여준 연기는 찬사를 받았다. 맥그리거는 엠파이어상을 수상하였으며, 영화는 판타스포르토 영화제에서 최고의 영화로 선정되었다. 1996년, 대니 보일의 《트레인스포팅》에 마크 렌턴 역할로 출연하였으며, 영화는 어바인 웰시의 동명의 소설을 바탕으로 하고 있다. 이 영화의 출연으로 맥그리거는 BAFTA 스코틀랜드상에서 최우수 남자 배우상을 수상하였고, 세계적인 스타로 발돋움하게 되는 계기가 되었다. 같은 해, 맥그리거는 《필로우 북》에 연인을 찾아 방황하던 중 번역가 제롬을 연기하였다. 《엠마》에도 프랭크 처칠 역으로 등장했다.
이듬해 1997년에는 《나이트워치》에서 용돈을 벌기 위해 시체 공시소의 야간 경비원으로 일하는 마틴을 연기하였다. 영화는 미국에서 1,278,516달러의 수입을 냈다. 같은 해, 《이완 맥그리거의 인질》이라는 영화에 로버트 루이스 역할로 등장하였다. 영화는 평이 갈렸으며, 미국에서 총 4,366,722달러의 수입을 냈다. 다음 해, 맥그리거는 《벨벳 골드마인》에서 동성애자인 커트 와일드 역을 연기했으며, 영화 《작은 목소리》에서는 빌리 역을 맡았다.
맥그리거는 1999년 블록버스터 영화 《스타 워즈 에피소드 1: 보이지 않는 위험》에서는 제다이 오비완 케노비 역할로 캐스팅되었다. 이 영화는 전 세계적으로 1,027,044,677달러의 수입을 보여, 성공한 영화가 되었다. 맥그리거 자신은 이 영화에 대해 다소 실망하였으며, 다음 《스타 워즈》 영화가 더욱 개선될 것이라고 하였다. 같은 해, 맥그리거는 《겜블》에 닉 리슨 역을 맡아 연기하였고, 《아이 오브 비홀더》에도 스티브 윌슨 역을 맡아 연기하였다. 2000년, 《노라》에서 제임스 조이스 역을 맡았고, 아일랜드 영화 & 텔레비전상에 최우수 남자 배우 부문에 노미네이트되었다. 2001년 공개된 영화 《물랑 루즈》에서 시인 크리스티앙 역할을 맡아 샤틴 역을 맡은 니콜 키드먼과 사랑에 빠지는 연기를 하였으며, 노래도 선보였다. 노래 실력이 별로라는 평이 있었음에도 불구하고, 맥그리거는 골든 글로브상 뮤지컬/코미디 영화 남자 배우 부문에 후보로 지명되었으며, 새틀라이트상, 런던 영화 비평가 협회상, 엠파이어상 등에서 상을 수상하였다. 2003년에는 러네이 젤위거와 함께 《다운 위드 러브》에 캐스팅되어 호흡을 맞추었다. 영화는 대체적으로 좋은 평을 받았으며, 전 세계적으로 172,989,651달러의 흥행 수입을 보였다.

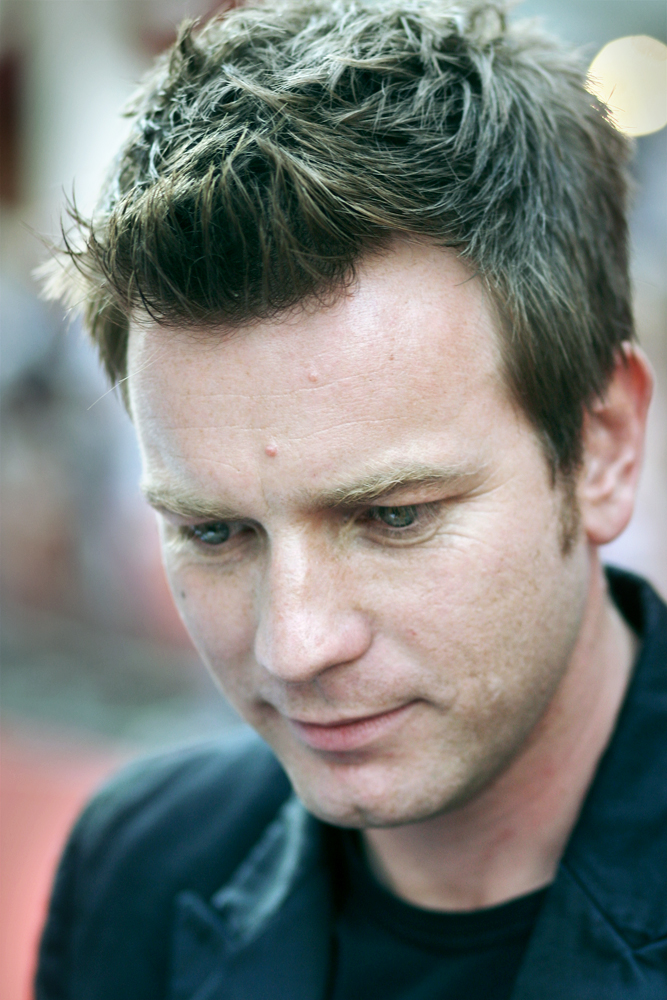
2006년 《스톰브레이커》 프리미어 행사에서의 맥그리거

전작 《스타 워즈 에피소드 1: 보이지 않는 위험》에 이어 2001년에도 《스타 워즈 에피소드 2: 클론의 습격》에도 오비완 케노비 역으로 연기를 펼쳤다. 영화는 대체적으로 좋은 평을 받았으며, 전 세계적으로 649,398,328달러의 흥행 수입을 보였다. 또한, 팀 버튼 감독 영화 《빅 피쉬》에서 어린 에드워드 블룸 역을 맡아 비평가의 절찬을 받았다. 또한, 《영 아담》에 틸다 스윈턴과 함께 연기를 하였고, 마찬가지로 절찬을 받았다. 2005년 공개된 《스타 워즈 에피소드 3: 시스의 복수》에서도 마찬가지로 오비완 케노비 역으로 등장하였다. 같은 해, 맥그리거는 《로봇》과 《발리언트》 두 개의 애니메이션 영화에서 목소리 출연을 하였다. 또한, 마이클 베이 감독 영화 《아일랜드》에서 링컨 6-에코와 톰 링컨의 1인2역의 역할을 맡아 스칼렛 요한슨과 호흡을 맞췄다. 영화는 상업적으로 실패하였으며, 영화에 대한 평은 각기 달랐다. 심리 스릴러 영화 《스테이》에 출연하여 신경 정신과 의사 샘 포스터를 맡아 나오미 워츠와 라이언 고슬링과 호흡을 맞췄다.

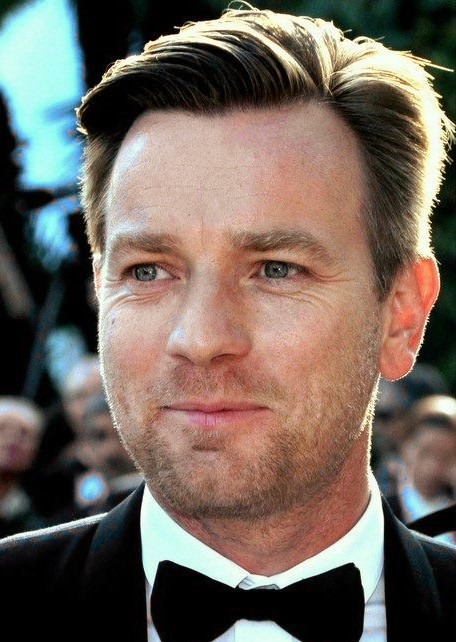
2012년 칸 영화제에서의 맥그리거

제임스 본드의 리부트 영화 《007 카지노 로얄》에서 맥그리거는 제임스 본드 역할로 물망에 올랐으나, 결국 캐스팅되지는 않았다. 2006년, 《스톰브레이커》에 주인공의 삼촌이자 의문의 죽음을 당하는 이언 라이더로 등장하였다. 《씬스 오브 어 섹슈얼 내이쳐》에는 동성애자인 빌리 역할로 등장하였다. 영화에 대한 평은 각기 달랐으며, 로튼토마토에서는 40%의 레이팅을 받았다. 《미스 포터》에는 노먼 역으로 등장하였고, 영화는 대체적으로 긍정적인 평을 받았다. 2007년, 《카산드라 드림》에서 콜린 패럴, 우디 앨런과 함께 연기하였다. 다음 해, 《더 클럽》에서 휴 잭맨과 호흡을 맞췄으나, 영화는 매우 부정적인 평을 받았다. 2009년에는 댄 브라운의 동명의 소설을 원작으로 한 영화 《천사와 악마》에서 패트릭 매케나 역을 연기했다. 영화의 평은 갈렸다. 또한, 《필립 모리스》에서는 동성애자인 필립 모리스 역을 연기하며 짐 캐리와 호흡을 맞췄고, 《초 민망한 능력자들》에서는 밥 윌턴 역을 맡았다. 《아멜리에: 하늘을 사랑한 여인》에서는 힐러리 스왱크와 호흡을 맞췄으나, 영화는 부정적인 평을 받았다.
2010년에는 《비기너스》에서 올리버 역을 연기하였다. 로만 폴란스키 감독 영화 《유령 작가》에서는 고스트 역할을 연기하였으며, 유럽 영화상에서 최고 배우상을 수상하였다. 영화도 좋은 평을 받았다. 2011년에는 《퍼펙트 센스》에서는 에바 그레인과 호흡을 맞추었다. 액션 영화 《헤이와이어》에서는 케네스 역을 맡아 연기하였으며, 영화는 대체적으로 긍정적인 평을 받았다. 같은 해, 시애틀 국제영화제에서 SIFF 골든 스페이스 니들상 연기 최고 공로상을 수상했다.
2012년 칸 영화제에서는 주요 부문에서 심사위원을 맡았다. 산세바스티안 국제영화제에서는 도노스티아 공로상을 받았는데, 이 상을 받은 최연소자가 되었다. 같은 해, 맥그리거는 로맨틱 코미디 영화 《새먼 피싱 인 더 예멘》에 앨프리드 존스 역을 맡았다. 영화는 대체적으로 좋은 평을 받고, 전 세계적으로 34,564,651달러의 수입을 냈다. 또한, 스페인의 재난 영화 《더 임파서블》에서 나오미 워츠와 호흡을 맞췄다. 이 영화는 좋은 평을 받았다. 2013년, 맥그리거는 《잭 더 자이언트 킬러》에서 엘몬트 역을 맡았다.

### 연극 및 뮤지컬
1998년 11월부터 1990년 3월까지 맥그리거는 삼촌 데이비드 로슨이 감독한 연극 《Little Malcolm and His Struggles Against the Eunuchs》에 맬컴 스크로다이크 역할로 출연하였다. 연극은 처음에 햄프스티드 극장에서 행해졌으며 나중에는 웨스트엔드에 있는 코미디 극장에서 행해졌다. 2001년 11월, 맥그리거는 《The Play What I Wrote》에 카메오 출연을 하였다.
2005년 6월부터 2007년 4월까지 맥그리거는 뮤지컬 《아가씨와 건달들》에서 제인 크라코스키, 제나 러셀 등과 함께 주연인 스카이 마스터슨 역할을 맡아 런던의 피카딜리 극장에서 연기를 하였다. 《아가씨와 건달들》로 인해 2005년 라스트미닛닷컴에서 맥그리거는 남우주연상을 수상하였으며, 2007년 로런스 올리비에상 뮤지컬 부문 남우주연상에 후보로 올랐다.
2007년 12월부터 2008년 2월까지 《오셀로》에서 이아고 역할을 맡아, 켈리 라일리, 치웨텔 에지오포와 함께 연기를 하였다.

## 모터사이클과 자선 활동

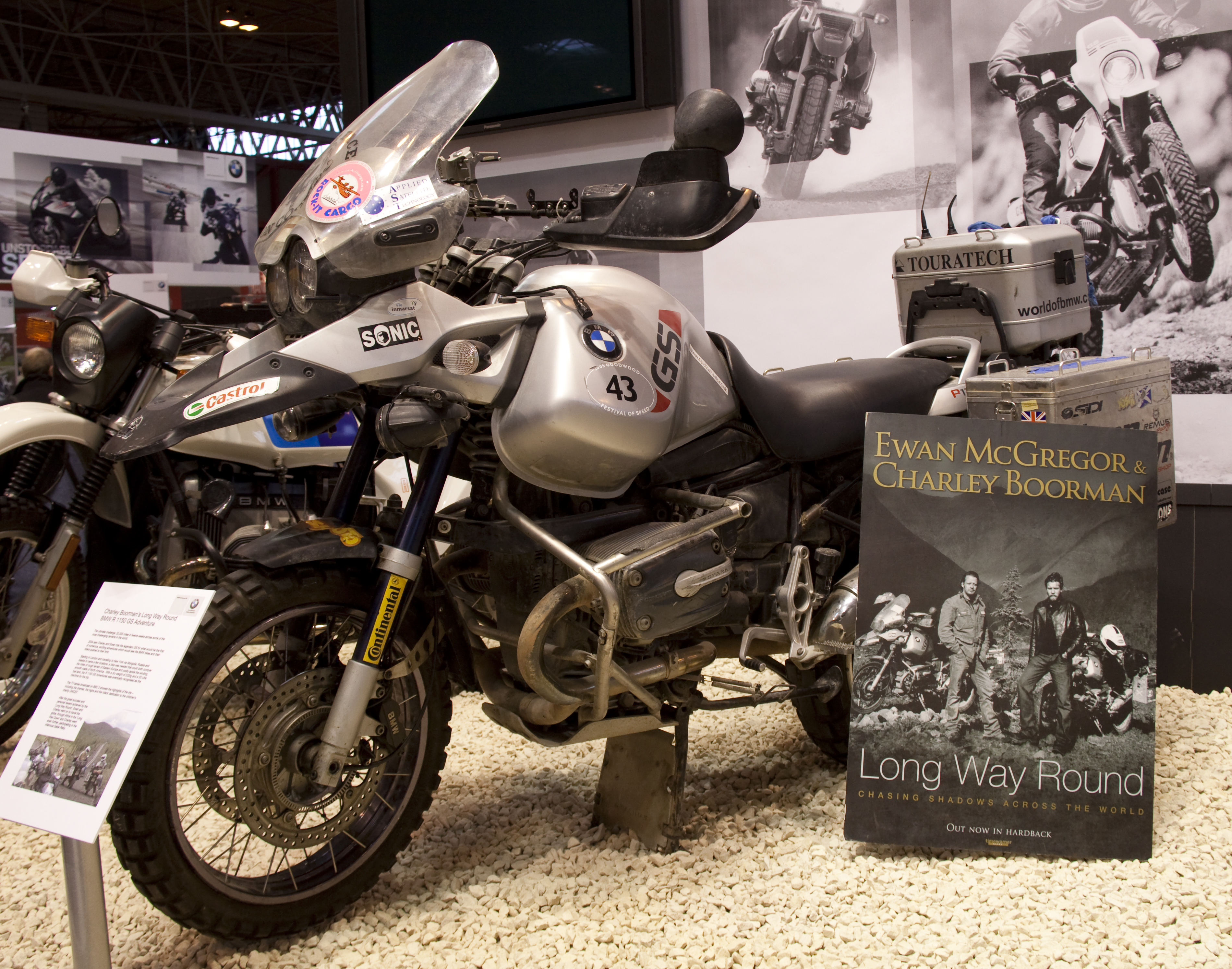
《롱 웨이 라운드》에서 사용된 모터사이클 BMW R1150GS 중 하나

맥그리거는 어릴 때부터 모터사이클을 타는 것을 좋아했다. 2004년, 맥그리거는 친구 찰리 부어먼, 카메라맨 클라우디오 폰 플란타와 함께 4월 중순부터 7월 말까지 런던에서 중앙 유럽, 우크라이나, 카자흐스탄, 몽골, 시베리아, 캐나다를 거쳐 뉴욕까지 모터사이클 BMW R1150GS를 타고 총거리 35,960km 여행을 하기로 하였다. 이 모험 여행은 책 《이완 맥그리거의 레알 바이크》로 발매되어 베스트셀러가 되었으며, 다큐멘터리 프로그램 《롱 웨이 라운드》로 방영되었다.
《롱 웨이 라운드》 멤버들은 2007년 다시 모여, 스코틀랜드의 존오그로츠부터 남아프리카 공화국의 케이프타운까지 모터사이클 여행을 하기로 하였다. 이 여행의 이름은 《롱 웨이 다운》으로 정해졌으며, 5월 12일부터 8월 5일까지 여행을 하였다.
2010년 9월, 찰리 부어먼은 롱 웨이팀 2011년에 티에라델푸에고 제도부터 알래스카까지 여행할 계획이 있다고 언급하였다. 하지만, 이 여행은 결국 실행되지 않았다.
2012년 맥그리거는 인도, 네팔, 중앙아프리카공화국의 오지마을에 백신을 전해주는 여행을 시작하였으며, 모터사이클은 물론 트레킹, 비행기, 보트 등으로도 이동하였다. 유니세프의 친선대사의 일원으로 한 활동이었으며, 이 프로젝트는 다큐멘터리로 제작되어 BBC에서 5월 21일과 6월 5일에 《Ewan McGregor: Cold Chain Mission》라는 제목으로 방영되었다.

## 사생활
맥그리거는 프랑스의 프로덕션 디자이너인 이브 마브라키스(Eve Mavrakis)와 결혼을 했다. 둘 사이에는 클라라 마틸드 맥그리거(Clara Mathilde McGregor, 1996년 2월생), 에스더 로즈 맥그리거(Esther Rose McGregor, 2011년 11월 7일생), 몽골에서 입양한 자미얀 맥그리거(Jamiyan McGregor, 2001년 6월생, 2006년 4월 입양), 아누크 맥그리거(Anouk McGregor, 2011년 1월생)와 같이 4명의 딸이 있다. 맥그리거의 오른쪽 팔에는 아내의 이름과 딸의 이름이 적힌 문신이 새겨져 있다. 맥그리거는 가족과 함께 로스앤젤레스에 살았으나, 런던으로 이주했다.
2008년, 오른쪽 눈 아래에 생긴 독성 사마귀를 제거하는 수술을 하였다고 언급하였다.

## 수상 및 후보
| 연도 | 상                              | 부문                                                                   | 출연 작품                                    | 결과 |
| ---- | ------------------------------- | ---------------------------------------------------------------------- | -------------------------------------------- | ---- |
| 1996 | 엠파이어상                      | "Best British Actor"                                                   | 쉘로우 그레이브                              | 수상 |
| 1997 | 영국 아카데미상 스코틀랜드      | "Best Actor in a Leading Role"                                         | 트레인스포팅                                 | 수상 |
| 1997 | 시카고 영화비평가협회상         | "Most Promising Actor"                                                 | 트레인스포팅                                 | 후보 |
| 1997 | 엠파이어상                      | "Best British Actor"                                                   | 트레인스포팅                                 | 수상 |
| 1997 | 런던 영화비평가협회상           | "British Actor of the Year"                                            | 트레인스포팅, 브래스드 오프, 엠마, 필로우 북 | 수상 |
| 1997 | 런던 영화비평가협회상           | "British Actor of the Year"                                            | 트레인스포팅, 브래스드 오프, 엠마, 필로우 북 | 수상 |
| 1998 | 엠파이어상                      | "Best British Actor"                                                   | 이완 맥그리거의 인질                         | 수상 |
| 1998 | MTV 무비 어워드                 | "Best Dance Sequence"                                                  | 이완 맥그리거의 인질                         | 후보 |
| 1998 | 엠파이어상                      | "Best British Actor"                                                   | 이완 맥그리거의 인질                         | 수상 |
| 1999 | 미국 배우 조합상                | "Outstanding Performance by a Cast"                                    | 작은 목소리                                  | 후보 |
| 2000 | 새턴상                          | "Best Supporting Actor"                                                | 스타 워즈 에피소드 1: 보이지 않는 위험       | 후보 |
| 2000 | 블록버스터 엔터테인먼트상       | "Favorite Actor - Action/Science Fiction"                              | 스타 워즈 에피소드 1: 보이지 않는 위험       | 후보 |
| 2000 | IFTA상                          | "Best Actor"                                                           | 노라                                         | 후보 |
| 2000 | MTV 무비 어워드                 | "Best Fight"                                                           | 스타 워즈 에피소드 1: 보이지 않는 위험       | 후보 |
| 2001 | 오스트레일리아 영화 협회상      | "Best Actor in a Leading Role"                                         | 물랑 루즈                                    | 후보 |
| 2001 | 유럽 영화상                     | "Outstanding European Achievement in World Cinema"                     | 물랑 루즈                                    | 수상 |
| 2001 | 할리우드 영화제                 | "Actor of the Year"                                                    |                                              | 수상 |
| 2001 | IF 어워드                       | "Best Actor"                                                           | 물랑 루즈                                    | 후보 |
| 2002 | 버라이어티상                    |                                                                        |                                              | 수상 |
| 2002 | 엠파이어상                      | "Best British Actor"                                                   | 물랑 루즈                                    | 수상 |
| 2002 | 오스트레일리아 영화비평가협회상 | "Best Actor - Male"                                                    | 물랑 루즈                                    | 후보 |
| 2002 | 골든 글로브상                   | "Best Performance by an Actor in a Motion Picture - Comedy or Musical" | 물랑 루즈                                    | 후보 |
| 2002 | ALFS 어워드                     | "British Actor of the Year"                                            | 물랑 루즈                                    | 수상 |
| 2002 | MTV 무비 어워드                 | "Best Musical Sequence"                                                | 물랑 루즈                                    | 수상 |
| 2002 | MTV 무비 어워드                 | "Best Kiss"                                                            | 물랑 루즈                                    | 후보 |
| 2002 | PFCS 어워드                     | "Best Acting Ensemble"                                                 | 블랙 호크 다운                               | 후보 |
| 2002 | 새틀라이트상                    | "Best Performance by an Actor in a Motion Picture, Comedy or Musical"  | 물랑 루즈                                    | 수상 |
| 2002 | 미국 배우 조합상                | "Outstanding Performance by the Cast of a Theatrical Motion Picture"   | 물랑 루즈                                    | 후보 |
| 2003 | 영국 독립 영화상                | "Best Actor"                                                           | 영 아담                                      | 후보 |
| 2004 | 영국 아카데미상 스코틀랜드      | "Best Actor in a Scottish Film"                                        | 영 아담                                      | 수상 |
| 2004 | 엠파이어상                      | "Best British Actor"                                                   | 영 아담                                      | 후보 |
| 2004 | ALFS 어워드                     | "British Actor of the Year"                                            | 영 아담                                      | 후보 |
| 2005 | 틴 초이스 어워드                | "Choice Movie Rumble"                                                  | 스타 워즈 에피소드 3: 시스의 복수            | 후보 |
| 2006 | MTV 무비 어워드                 | "Best Fight"                                                           | 스타 워즈 에피소드 3: 시스의 복수            | 후보 |
| 2006 | MTV 무비 어워드                 | "Best Hero"                                                            | 스타 워즈 에피소드 3: 시스의 복수            | 후보 |
| 2008 | 엠파이어상                      | "Icon Award"                                                           |                                              | 수상 |
| 2010 | 유럽 영화상                     | "Best Actor"                                                           | 유령 작가                                    | 수상 |
| 2011 | 이브닝 스탠터드 브리티시 영화상 | "Best Actor"                                                           | 유령 작가                                    | 후보 |
| 2011 | 고섬상                          | "Best Ensemble Cast"                                                   | 비기너스                                     | 수상 |
| 2012 | 산세바스티안 국제영화제         | "Donostia Lifetime Achievement Award"                                  |                                              | 수상 |
| 2013 | 골든 글로브상                   | "Best Performance by an Actor in a Motion Picture - Musical or Comedy" | 새먼 피싱 인 더 예멘                         | 후보 |

## 음반 목록
- "Choose Life" with IPF Project (트레인스포팅 OST, 1997)
- "TV Eye" with Wylde Ratttz (벨벳 골드마인 OST, 1999)
- "Come What May" with 니콜 키드먼 (물랑 루즈 OST, 2001)
- "Elephant Love Medley" with 니콜 키드먼 (물랑 루즈 OST, 2001)
- "Your Song" with 알레산드로 사피나 (물랑 루즈 OST, 2001)
- "El Tango de Roxanne" with Jose Feliciano (물랑 루즈 OST, 2001)
- "Here's To Love" with 러네이 젤위거 (다운 위드 러브 OST, 2003)
- "The Sweetest Gift" (Unexpected Dreams, 2006)